# Saxifraga subspathulata
Saxifraga subspathulata är en stenbräckeväxtart som beskrevs av Adolf Engler och Irmscher. Saxifraga subspathulata ingår i Bräckesläktet som ingår i familjen stenbräckeväxter. Inga underarter finns listade i Catalogue of Life.